# (2750) Loviisa
(2750) Loviisa – planetoida z pasa głównego asteroid okrążająca Słońce w ciągu 3 lat i 107 dni w średniej odległości 2,21 j.a. Została odkryta 30 grudnia 1940 roku w obserwatorium w Turku przez Yrjö Väisälä. Nazwa planetoidy pochodzi od Loviisy, miasta w Finlandii. Przed nadaniem nazwy planetoida nosiła oznaczenie tymczasowe (2750) 1940 YK.